# Gran Premio motociclistico delle Nazioni 1977
Il Gran Premio motociclistico delle Nazioni fu il quarto appuntamento del motomondiale 1977. Si svolse il 15 maggio 1977 a Imola, e corsero tutte le classi tranne i sidecar.
Terza vittoria consecutiva per Barry Sheene in classe 500.
Mario Lega fu protagonista in classe 250 e nella 350: ingaggiato dalla Morbidelli per sostituire l'infortunato Paolo Pileri, finì entrambe le gare al secondo posto (la quarto di litro fu vinta da Franco Uncini, mentre in 350 Alan North ottenne la sua prima vittoria iridata). Curioso il fatto che in 250, per la prima volta dal Gran Premio della Germania Est del 1969, non si trovasse nessuna Yamaha sul podio.
Predominio della Morbidelli in classe 125: dei 18 piloti al traguardo solo due non erano in sella alle bicilindriche pesaresi.
Eugenio Lazzarini, partito male, rimontò il gruppo per vincere la gara della classe 50.

## Classe 500

### Arrivati al traguardo
| Pos | Pilota              | Moto   | Tempo     | Punti |
| --- | ------------------- | ------ | --------- | ----- |
| 1   | Barry Sheene        | Suzuki | 59' 52" 0 | 15    |
| 2   | Virginio Ferrari    | Suzuki | +1" 3     | 12    |
| 3   | Armando Toracca     | Suzuki | +2" 6     | 10    |
| 4   | Steve Baker         | Yamaha | +28" 6    | 8     |
| 5   | Giacomo Agostini    | Yamaha | +35" 8    | 6     |
| 6   | Philippe Coulon     | Suzuki | +36" 9    | 5     |
| 7   | John Newbold        | Suzuki | +1' 10" 5 | 4     |
| 8   | Christian Estrosi   | Suzuki | +1' 14" 5 | 3     |
| 9   | Boet van Dulmen     | Suzuki | +1' 16" 4 | 2     |
| 10  | Anton Mang          | Suzuki | +1' 22" 3 | 1     |
| 11  | Steve Parrish       | Suzuki | +1' 39" 7 |       |
| 12  | Teuvo Länsivuori    | Suzuki | +1' 40" 4 |       |
| 13  | Graziano Rossi      | Suzuki | +1' 45" 7 |       |
| 14  | Max Wiener          | Suzuki | +1' 45" 7 |       |
| 15  | Alex George         | Suzuki | +1 giro   |       |
| 16  | John Williams       | Suzuki | +1 giro   |       |
| 17  | Jean-Philippe Orban | Suzuki | +2 giri   |       |
| 18  | Mario Necchi        | Suzuki | +2 giri   |       |

### Ritirati
| Pilota            | Moto   | Motivo ritiro |
| ----------------- | ------ | ------------- |
| Marco Lucchinelli | Suzuki |               |
| Gianfranco Bonera | Suzuki |               |
| Michel Rougerie   | Suzuki |               |
| Pat Hennen        | Suzuki | caduta        |
| Nico Cereghini    | Suzuki |               |
| Jack Findlay      | Suzuki | caduta        |
| Gianni Rolando    | Suzuki |               |
| Riccardo Romeri   | Yamaha |               |
| Stu Avant         | Suzuki |               |
| Bernard Fau       | Suzuki |               |
| Wil Hartog        | Suzuki |               |
| Børge Nielsen     | Suzuki |               |

### Non qualificati
| Pilota              | Moto            |
| ------------------- | --------------- |
| Markku Matikainen   | Suzuki          |
| Carlo Perugini      | Suzuki          |
| Pieraldo Cipriani   | Paton           |
| Karl Auer           | Suzuki          |
| Helmut Kassner      | Suzuki          |
| Gregorio Mariani    | Suzuki          |
| Hervé Regout        | Suzuki          |
| Cesare Leali        | Suzuki          |
| Luigi Torelli       | Lombardini      |
| Francesco Pisanelli | Suzuki          |
| Paolo Niccoli       | Harley-Davidson |

## Classe 350

### Arrivati al traguardo
| Pos | Pilota             | Moto              | Tempo     | Punti |
| --- | ------------------ | ----------------- | --------- | ----- |
| 1   | Alan North         | Yamaha            | 53' 12" 2 | 15    |
| 2   | Mario Lega         | Bakker-Morbidelli | +1" 7     | 12    |
| 3   | Takazumi Katayama  | Yamaha            | +23" 7    | 10    |
| 4   | Michel Rougerie    | Yamaha            | +24" 6    | 8     |
| 5   | Bruno Kneubühler   | Yamaha            | +1' 07" 1 | 6     |
| 6   | Franco Uncini      | Harley-Davidson   | +1' 15" 2 | 5     |
| 7   | Walter Villa       | Bimota-HD         | +1' 15" 7 | 4     |
| 8   | Felice Agostini    | Yamaha            | +1' 29" 9 | 3     |
| 9   | Denis Boulom       | Yamaha            | +1' 41" 8 | 2     |
| 10  | Chas Mortimer      | Maxton-Yamaha     | +1' 48" 2 | 1     |
| 11  | Michel Frutschi    | Yamaha            | +1' 50" 3 |       |
| 12  | Olivier Chevallier | Yamaha            | +1 giro   |       |
| 13  | Ken Nemoto         | Yamaha            | +1 giro   |       |
| 14  | Giorgio Avveduti   | Yamaha            | +1 giro   |       |
| 15  | Peter Baláž        | Yamaha            | +3 giri   |       |

### Ritirati
| Pilota              | Moto          | Motivo ritiro |
| ------------------- | ------------- | ------------- |
| Kork Ballington     | Yamaha        |               |
| Giacomo Agostini    | Yamaha        |               |
| Tom Herron          | Yamaha        |               |
| Pekka Nurmi         | Yamaha        |               |
| Gianni Pelletier    | Bimota-Yamaha |               |
| Christian Sarron    | Yamaha        |               |
| Raffaele Palatiello | Bimota-Yamaha |               |
| Vanes Francini      | Yamaha        |               |
| Alfio Micheli       | Yamaha        |               |
| Massimo Matteoni    | Bimota-Yamaha |               |
| Philippe Coulon     | Yamaha        |               |
| Raymond Roche       | Yamaha        |               |
| Børge Nielsen       | Yamaha        |               |
| José Cecotto        | Yamaha        |               |
| Leif Gustafsson     | Yamaha        |               |
| Alex George         | Yamaha        |               |

### Non qualificati
| Pilota              | Moto   |
| ------------------- | ------ |
| Jack Findlay        | Yamaha |
| John Dodds          | Yamaha |
| Karl Auer           | Yamaha |
| Giorgio Gabellini   | Yamaha |
| Tapio Virtanen      | Yamaha |
| Max Wiener          | Yamaha |
| Roland Freymond     | Yamaha |
| Gianfranco Bonera   | Yamaha |
| Franco Marcheggiani | Yamaha |
| Riccardo Romeri     | Yamaha |
| Jean-Claude Hogrel  | Yamaha |
| Fosco Giansanti     | Yamaha |
| Jon Ekerold         | Yamaha |
| Raúl Tausani        | Yamaha |
| Giuseppe Consalvi   | Yamaha |

| Pilota             | Moto            |
| ------------------ | --------------- |
| Erasmo Di Giacinto | Harley-Davidson |
| Philippe Bouzanne  | Yamaha          |
| Germano Paganini   | Yamaha          |
| Adelio Faccioli    | Yamaha          |
| Markku Matikainen  | Yamaha          |
| Germano Salsi      | Yamaha          |
| Giorgio Gatti      | Yamaha          |
| Sven Andersson     | Yamaha          |
| Yoshimi Matsumoto  | Yamaha          |
| Riccardo Russo     | Yamaha          |
| Paolo Campanelli   | Yamaha          |
| Carlo Saltarelli   | Yamaha          |
| János Drapál       | Yamaha          |
| Pentti Korhonen    | Yamaha          |

## Classe 250

### Arrivati al traguardo
| Pos | Pilota              | Moto            | Tempo     | Punti |
| --- | ------------------- | --------------- | --------- | ----- |
| 1   | Franco Uncini       | Bimota-HD       | 50' 12" 7 | 15    |
| 2   | Mario Lega          | Morbidelli      | +9" 1     | 12    |
| 3   | Barry Ditchburn     | Kawasaki        | +30" 7    | 10    |
| 4   | Tom Herron          | Yamaha          | +39"      | 8     |
| 5   | Alan North          | Yamaha          | +50" 9    | 6     |
| 6   | Jon Ekerold         | Yamaha          | +55" 3    | 5     |
| 7   | Jean-François Baldé | Kawasaki        | +58" 8    | 5     |
| 8   | Takazumi Katayama   | Yamaha          | +1' 19" 2 | 4     |
| 9   | Vic Soussan         | Yamaha          | +1' 28" 2 | 2     |
| 10  | Vanes Francini      | Yamaha          | +1' 29" 2 | 1     |
| 11  | Sauro Pazzaglia     | Yamaha          | +1' 30" 1 |       |
| 12  | Franco Solaroli     | Harley-Davidson | +1' 51" 9 |       |
| 13  | Michel Frutschi     | Yamaha          | +1' 52"   |       |
| 14  | Pekka Nurmi         | Yamaha          | +1' 54" 5 |       |
| 15  | Pierluigi Conforti  | Yamaha          | +1' 58" 8 |       |
| 16  | Philippe Bouzanne   | Yamaha          | +1 giro   |       |
| 17  | Leif Gustafsson     | Yamaha          | +1 giro   |       |
| 18  | John Dodds          | Yamaha          | +1 giro   |       |

### Ritirati
| Pilota             | Moto          | Motivo ritiro      |
| ------------------ | ------------- | ------------------ |
| Walter Villa       | Bimota-HD     | rottura del motore |
| Christian Sarron   | Yamaha        | caduta             |
| Hans Müller        | Yamaha        |                    |
| Akihiko Kiyohara   | Kawasaki      |                    |
| Bruno Kneubühler   | Yamaha        |                    |
| Aldo Nannini       | Yamaha        |                    |
| Gianni Pelletier   | Bimota-Yamaha |                    |
| Vinicio Salmi      | Yamaha        |                    |
| Kork Ballington    | Yamaha        |                    |
| Giovanni Proni     | Yamaha        |                    |
| Giuseppe Consalvi  | Yamaha        |                    |
| Olivier Chevallier | Yamaha        |                    |

### Non qualificati
| Pilota                  | Moto            |
| ----------------------- | --------------- |
| Chas Mortimer           | Maxton-Yamaha   |
| Maurizio Massimiani     | Yamaha          |
| Attilio Riondato        | Yamaha          |
| Denis Boulom            | Yamaha          |
| Luciano Ricchetti       | Harley-Davidson |
| Giorgio Avveduti        | Yamaha          |
| Armand Gras             | Yamaha          |
| Ken Nemoto              | Yamaha          |
| Raffaele Palatiello     | Yamaha          |
| Lorenzo Ghiselli        | Harley-Davidson |
| Tapio Virtanen          | Yamaha          |
| Edgardo Branducci       | Harley-Davidson |
| Orlando Macchi          | Yamaha          |
| Pierre Soulas           | Yamaha          |
| Harald Bartol           | Yamaha          |
| Francisco Calafat Pérez | Yamaha          |

| Pilota             | Moto            |
| ------------------ | --------------- |
| Peter Baláž        | Yamaha          |
| Gianfranco Bursi   | Yamaha          |
| Odo Ricchetti      | Yamaha          |
| Raul Martini       | Yamaha          |
| Alain Beraud       | Yamaha          |
| Massimo Matteoni   | Yamaha          |
| Pentti Korhonen    | Yamaha          |
| Rudolf Weiss       | Yamaha          |
| Lucio Pamio        | Harley-Davidson |
| Jean-Claude Hogrel | Yamaha          |
| Antonio Maisano    | Yamaha          |
| Branko Bevanda     | Yamaha          |
| Xaver Tschannen    | Harley-Davidson |
| Sven Andersson     | Yamaha          |
| Roland Freymond    | Yamaha          |

## Classe 125

### Arrivati al traguardo
| Pos | Pilota                 | Moto       | Tempo     | Punti |
| --- | ---------------------- | ---------- | --------- | ----- |
| 1   | Pier Paolo Bianchi     | Morbidelli | 45' 58" 7 | 15    |
| 2   | Eugenio Lazzarini      | Morbidelli | +55" 8    | 12    |
| 3   | Maurizio Massimiani    | Morbidelli | +1' 13" 5 | 10    |
| 4   | Anton Mang             | Morbidelli | +1' 16" 3 | 8     |
| 5   | Ángel Nieto            | Bultaco    | +1' 28" 2 | 6     |
| 6   | Sauro Pazzaglia        | Morbidelli | +1' 41" 2 | 5     |
| 7   | Hans Müller            | Morbidelli | +1' 46" 6 | 4     |
| 8   | Jean-Louis Guignabodet | Morbidelli | +1' 48" 9 | 3     |
| 9   | Stefan Dörflinger      | Morbidelli | +1' 51" 5 | 2     |
| 10  | Pieraldo Cipriani      | Morbidelli | +2' 06" 9 | 1     |
| 11  | Luciano Ricchetti      | Morbidelli | +2' 13" 8 |       |
| 12  | Gert Bender            | Bender     | +2' 15" 7 |       |
| 13  | Guido Mancini          | Morbidelli | +1 giro   |       |
| 14  | Felice Pellegrino      | Morbidelli | +1 giro   |       |
| 15  | Patrick Plisson        | Morbidelli | +1 giro   |       |
| 16  | Enrico Cereda          | Morbidelli | +1 giro   |       |
| 17  | Rossano Brazzi         | Morbidelli | +1 giro   |       |
| 18  | Luigi Rinaudo          | Morbidelli | +3 giri   |       |

### Ritirati
| Pilota             | Moto       | Motivo ritiro |
| ------------------ | ---------- | ------------- |
| Giovanni Ziggiotto | Morbidelli |               |
| Germano Zanetti    | Morbidelli |               |
| Harald Bartol      | Morbidelli |               |
| Johann Parzer      | Morbidelli |               |
| Matti Kinnunen     | Morbidelli |               |
| Rolf Blatter       | Morbidelli |               |
| Claudio Lusuardi   | Morbidelli |               |
| János Drapál       | Morbidelli |               |
| Carlo Vernocchi    | Morbidelli |               |
| Ermanno Giuliano   | LGM        |               |
| Italo Zerbini      | Morbidelli |               |
| Pierluigi Conforti | Morbidelli |               |

### Non qualificati
| Pilota             | Moto            |
| ------------------ | --------------- |
| Luigi Schiavano    | Morbidelli      |
| Brunello Baldini   | Morbidelli      |
| Fusco Cesarotti    | Morbidelli      |
| Rino Pretelli      | Morbidelli      |
| Luciano Spinello   | Morbidelli      |
| Hans-Jürgen Hummel | Morbidelli      |
| Aldo Larcher       | Harley-Davidson |
| Xaver Tschannen    | Bender          |
| Cees van Dongen    | Morbidelli      |
| Gianni Ribuffo     | Raibo           |
| Dominico Battilani | Yamaha          |
| Giuliano Tabanelli | Silvestri       |

## Classe 50
30 piloti alla partenza, 20 al traguardo.

### Arrivati al traguardo
| Pos  | Pilota               | Moto           | Tempo     | Punti |
| ---- | -------------------- | -------------- | --------- | ----- |
| 1    | Eugenio Lazzarini    | Kreidler       | 31' 40" 6 | 15    |
| 2    | Ricardo Tormo        | Bultaco        | +1" 4     | 12    |
| 3    | Ángel Nieto          | Bultaco        | +12" 1    | 10    |
| 4    | Herbert Rittberger   | Kreidler       | +1' 27" 8 | 8     |
| 5    | Rolf Blatter         | Kreidler       | +1' 28" 4 | 6     |
| 6    | Ulrich Graf          | Kreidler       | +1' 36" 7 | 5     |
| 7    | Stefan Dörflinger    | Kreidler       | +1' 51" 5 | 4     |
| 8    | Patrick Plisson      | ABF            | +1' 55" 4 | 3     |
| 9    | Ezio Mischiatti      | Derbi          | +1' 56" 5 | 2     |
| 10   | Aldo Pero            | Kreidler       | +1' 58" 7 | 1     |
| 11   | Hans-Jürgen Hummel   | Kreidler       | +2' 14" 3 |       |
| 12   | Guido Mancini        | Kreidler       | +2' 27" 3 |       |
| 13   | Rudolf Kunz          | Kreidler       | +1 giro   |       |
| 14   | Engelbert Kip        | Kreidler       | +1 giro   |       |
| 15   | Giorgio Paci         | Derbi          | +1 giro   |       |
| 16   | Ramón Gali           | Derbi          | +1 giro   |       |
| 17   | Claudio Granata      | Derbi          | +1 giro   |       |
| 18   | Günter Schirnhofer   | Kreidler       | +1 giro   |       |
| 19   | Giuliano Tabanelli   | Silvestri      | +1 giro   |       |
| 20   | Giovanni Lucarini    | UFO-Morbidelli | +1 giro   |       |
| n.c. | Giorgio Macchiavelli | UFO-Morbidelli | +6 giri   |       |

### Ritirati
| Pilota                 | Moto           | Motivo ritiro |
| ---------------------- | -------------- | ------------- |
| Alberto Ieva           | Ringhini       |               |
| Hagen Klein            | Kreidler       |               |
| Claudio Lusuardi       | Lusuardi       |               |
| Jean-Louis Guignabodet | UFO-Morbidelli |               |
| Ingo Emmerich          | Kreidler       |               |
| Joaquín Galí           | Bultaco        |               |
| Giorgio Di Nunzio      | Derbi          |               |
| Cees van Dongen        | Kreidler       |               |
| Ermanno Giuliano       | LGM            |               |

### Non qualificati
| Pilota               | Moto      |
| -------------------- | --------- |
| Theo Timmer          | Kreidler  |
| Giorgio Antolini     | Derbi     |
| Fabrizio Frollani    | Ringhini  |
| Antonio Aletta       | Tomos     |
| Giovanni Massaroni   | Ringhini  |
| Claudio Boscotrecase | Minarelli |
| Gianni Ribuffo       | Lamone    |

## Fonti e bibliografia
- (EN) Chris Carter (a cura di), Motocourse 1977-78, Richmond, Surrey, Hazleton Securities Ltd, 1977,  p. 73, ISBN 0-905138-04-X.